# 실비아 그루하와
실비아 그루하와(폴란드어: Sylwia Gruchała, 1981년 11월 6일~)는 폴란드의 펜싱 선수로 주 종목은 플뢰레이다.  세계 선수권 대회 여자 플뢰레 단체 부문에서 1998년 대회에서 동메달, 1999년과 2002년에는 은메달, 2003년과 2007년 대회에서는 금메달을 획득하였다. 2000년 하계 올림픽에서도 여자 플뢰레 단체 부문에서 은메달을 획득하였다. 여자 플뢰레 개인 부문에서는 2003년 세계 선수권 대회에서 은메달을 획득하였고, 2004년 하계 올림픽에서 동메달을 획득하였다.

## 개인사
그루하와는 바르샤바에 주둔한 폴란드 육군 제3작전지원대대 소속으로 복무했으며, 2009년 폴란드의 남성향 잡지인 CKM의 모델로 활동했다.

## 수상

### 수훈
그루하와는 스포츠 분야에서 세운 공로로 다음과 같은 훈장을 수상했다.
- 황금 명예 십자장(2000년)
- 기사십자 폴란드 재건국 훈장(5등급, 2004년)